# Maria Almeida
Maria Almeida, née le 24 avril 2004 en Angleterre, est une actrice et danseuse anglaise.

## Biographie
Dans un premier temps, Maria Almeida se lance dans une carrière de danseuse professionnelle avant de finalement se tourner vers la comédie. Elle fait ses premiers pas de comédienne en 2022, à l'âge de 18 ans, dans le film Pretty Red Dress.

## Filmographie

### Cinéma
- 2022 : Pretty Red Dress : Cicely
- 2023 : Dans leur ombre : Mary
- 2024 : Portrait : Siah (court-métrage)
- 2025 : Screening Room : La petite-amie (court-métrage)

### Télévision
- 2023 : Fifteen-Love : Luisa Molina (mini-série / 5 épisodes)
- 2023 : Suburban Screams : May (1 épisode)
- 2024 : Tell Me Everything : Peaches (2 épisodes)
- 2025 : Gangs of London : Rhasidat (1 épisode)
- 2025 : The Buccaneers : Cora Merrigan (saison 2 / 8 épisodes)
- 2025 : Two Weeks in August (mini-série)